# Parioglossus
Parioglossus es un género de peces de la familia Microdesmidae, del orden Perciformes. Este género marino fue descrito científicamente en 1912 por Charles Tate Regan.

## Especies
Especies reconocidas del género:
- Parioglossus aporos Rennis & Hoese, 1985
- Parioglossus caeruleolineatus T. Suzuki, Yonezawa & Sakaue, 2010
- Parioglossus dotui Tomiyama, 1958
- Parioglossus formosus (H. M. Smith, 1931)
- Parioglossus galzini J. T. Williams & Lecchini, 2004
- Parioglossus interruptus T. Suzuki & Senou, 1994
- Parioglossus lineatus Rennis & Hoese, 1985
- Parioglossus marginalis Rennis & Hoese, 1985
- Parioglossus multiradiatus Keith, P. Bosc & Valade, 2004
- Parioglossus neocaledonicus Dingerkus & Séret, 1992
- Parioglossus nudus Rennis & Hoese, 1985
- Parioglossus palustris (Herre, 1945)
- Parioglossus philippinus (Herre, 1945)
- Parioglossus rainfordi McCulloch, 1921
- Parioglossus raoi (Herre, 1939)
- Parioglossus senoui T. Suzuki, Yonezawa & Sakaue, 2010
- Parioglossus sinensis J. S. Zhong, 1994
- Parioglossus taeniatus Regan, 1912
- Parioglossus triquetrus Rennis & Hoese, 1985
- Parioglossus verticalis Rennis & Hoese
- Parioglossus winterbottomi T. Suzuki, Yonezawa & Sakaue, 2010